# Robert Crépeaux
Robert Crépeaux (* 24. Oktober 1900 in Grasse; † 10. Februar 1994 in Paris) war ein französischer Schachspieler.
Crépeaux gewann 1924, 1925 und 1941 die französische Meisterschaft. Die Stadtmeisterschaft von Paris konnte er 1942 mit sechs Punkten aus sechs Partien gewinnen. Er nahm mit der französischen Mannschaft an den Schacholympiaden 1928 in Den Haag und 1950 in Dubrovnik sowie der inoffiziellen Schacholympiade Schach-Olympia 1936 in München teil. Robert Crépeaux gehörte dem Pariser Verein Caïssa an und gewann mit diesem den französischen Mannschaftspokal 1948.
Crépeaux war Absolvent der École polytechnique und arbeitete als Eisenbahningenieur. Er war auch ein begeisterter Bridgespieler.